# Crosslauf-Weltmeisterschaften 2001
Die 29. Crosslauf-Weltmeisterschaften der IAAF fanden am 24. und 25. März 2001 in der belgischen Stadt Ostende statt. Austragungsort war die Wellingtonrenbaan.
Die Veranstaltung sollte ursprünglich in Dublin ausgetragen werden, musste aber wegen eines Ausbruchs der Maul- und Klauenseuche in Irland kurzfristig verlegt werden.

## Kurs
Veranstaltungsort war das Hippodrom Wellington, wo zwei Wochen zuvor die belgische Crosslaufmeisterschaft ausgerichtet worden war. Gelaufen wurde auf einer 1,8 km langen Standardrunde, die von einer 500 Meter langen Startgeraden ergänzt wurde. Für die Männer wurde beim Langstreckenwettkampf die Standardrunde nach einem Durchlauf durch eine Zusatzschleife auf 2,5 km verlängert.
Insgesamt waren also 12,3 km für die Männer auf der Langstrecke, 7,7 km für die Junioren und die Frauen auf der Langstrecke, 5,9 km für die Juniorinnen und 4,1 km für die Kurzstreckler beiderlei Geschlechts zu bewältigen.
Der Boden war von tagelangem Regen aufgeweicht. Darüber hinaus hatten die Läufer mit kaltem und heftigem Wind zu kämpfen.

## Wettkämpfe
Das Rennen der Juniorinnen, das Kurzstreckenrennen der Männer und das Langstreckenrennen der Frauen fanden am 24. März statt, die anderen drei Rennen am darauffolgenden Tag.
Im Kurzstreckenrennen der Männer gingen Einzel- und Mannschaftsgold zum vierten Mal in Folge nach Kenia, zwischen dessen sechsköpfigem Team sich nur ein anderer Läufer platzieren konnte: Der Äthiopier Kenenisa Bekele verdrängte auf den letzten Metern Benjamin Limo, den Weltmeister von 1999, vom Silberrang und lief zwei Sekunden hinter Enock Koech, der als kenianischer Meister angereist war, ein. Ansonsten konnte sich nur der Australier Craig Mottram in der Spitzengruppe behaupten; er wurde Achter mit gerade einmal sechs Sekunden Abstand auf den Bronzerang. Der Neunte, Brahim Boulami aus Marokko, hatte schon einen Rückstand von elf Sekunden auf Mottram.
Auf der Langstrecke fehlte Rekordsieger Paul Tergat, der sich gerade auf seine Marathonpremiere vorbereitete. Vor heimischem Publikum gelang Mohammed Mourhit die Titelverteidigung, indem er schon auf der vorletzten Runde einen deutlichen Vorsprung herauslief. Im Kampf um die Silbermedaille hatte am Ende Serhij Lebid die Nase vorne, der auf den letzten 200 Metern den Vorjahressiebten Charles Waweru Kamathi und den amtierenden Europameister Paulo Guerra überholte. Es war das erste Mal seit 1984, dass bei den Männern zwei Europäer auf dem Treppchen standen.
Bei den Frauen fiel die Entscheidung auf der Langstrecke zwischen der zweimaligen Weltmeisterin Gete Wami und Paula Radcliffe, die zuvor zweimal Silber und einmal Bronze gewonnen hatte. Als die Britin zu Beginn der letzten Runde sich vom übrigen Feld absetzte, konnte ihr nur die Äthiopierin folgen, die dann auf der Zielgeraden überholte und zu ihrem gefürchteten Endspurt ansetzte, mit dem sie Radcliffe schon bei den 10.000-Meter-Rennen bei den Weltmeisterschaften 1999 in Sevilla und den Olympischen Spielen 2000 in Sydney geschlagen hatte. Diesmal aber konterte Radcliffe und wurde mit drei Sekunden Vorsprung die erste britische Siegerin bei den Erwachsenen seit Zola Budd 1986.
Auch auf der Kurzstrecke machten Gete Wami und Paula Radcliffe den Sieg unter sich aus, nachdem sie das übrige Feld in der zweiten Runde distanziert hatten. Diesmal wartete die Äthiopierin länger bis zu ihrem finalen Angriff und hatte mit einer Sekunde Vorsprung die Nase vorne.
Bei den Junioren siegte Kenenisa Bekele einen Tag nach seiner Silbermedaille beim Kurzstreckenrennen der Erwachsenen. Er sollte mit sechs Siegen auf der Langstrecke und fünf auf der Kurzstrecke der dominierende Läufer der nächsten Jahre werden. Der US-Amerikaner Dathan Ritzenhein war als Bronzemedaillengewinner der erste nicht aus Ostafrika stammende Junior auf einem Treppchenplatz seit 1984.

## Ergebnisse

### Männer

#### Langstrecke

##### Einzelwertung
| Platz | Athlet                 | Land | Zeit (min) |
| ----- | ---------------------- | ---- | ---------- |
| 1     | Mohammed Mourhit       | BEL  | 39:53      |
| 2     | Serhij Lebid           | UKR  | 40:03      |
| 3     | Charles Waweru Kamathi | KEN  | 40:05      |
| 4     | Paulo Guerra           | POR  | 40:06      |
| 5     | Paul Malakwen Kosgei   | KEN  | 40:09      |
| 6     | Driss El Himer         | FRA  | 40:13      |
| 7     | Patrick Mutuku Ivuti   | KEN  | 40:16      |
| 8     | Hélder Ornelas         | POR  | 40:33      |

Von 174 gemeldeten Athleten gingen 169 an den Start und erreichten 159 das Ziel.

##### Teamwertung
| Platz | Land und Athleten                                                                        | Gesamtpunktzahl und Einzelplatzierung |
| ----- | ---------------------------------------------------------------------------------------- | ------------------------------------- |
| 1     | Kenia Charles Waweru Kamathi Paul Malakwen Kosgei Patrick Mutuku Ivuti Enock Mitei       | 33 03 05 07 18                        |
| 2     | Frankreich Driss El Himer Mustapha El Ahmadi Lyes Ramoul Mickaël Thomas                  | 72 06 11 26 29                        |
| 3     | Vereinigte Staaten Bob Kennedy Mebrahtom Keflezighi Abdihakem Abdirahman Nicholas Rogers | 87 12 13 15 47                        |

Insgesamt wurden 27 Teams gewertet.

#### Kurzstrecke

##### Einzelwertung
| Platz | Athlet              | Land | Zeit (min) |
| ----- | ------------------- | ---- | ---------- |
| 1     | Enock Koech         | KEN  | 12:40      |
| 2     | Kenenisa Bekele     | ETH  | 12:42      |
| 3     | Benjamin Limo       | KEN  | 12:43      |
| 4     | Sammy Kipketer      | KEN  | 12:44      |
| 5     | Cyrus Kataron       | KEN  | 12:45      |
| 6     | Albert Chepkurui    | KEN  | 12:46      |
| 7     | John Kemboi Kibowen | KEN  | 12:49      |
| 8     | Craig Mottram       | AUS  | 12:49      |

Von 169 gemeldeten Athleten gingen 157 an den Start und erreichten 156 das Ziel.

##### Teamwertung
| Platz | Land und Athleten                                                      | Gesamtpunktzahl und Einzelplatzierung |
| ----- | ---------------------------------------------------------------------- | ------------------------------------- |
| 1     | Kenia Enock Koech Benjamin Limo Sammy Kipketer Cyrus Kataron           | 13 01 03 04 05                        |
| 2     | Marokko Brahim Boulami Adil Kaouch Mohamed Saïd El Wardi Mohammed Amyn | 48 09 11 12 16                        |
| 3     | Äthiopien Kenenisa Bekele Hailu Mekonnen Dagne Alemu Alemayehu Girma   | 51 02 10 13 26                        |

Insgesamt wurden 26 Teams gewertet.

### Frauen

#### Langstrecke

##### Einzelwertung
| Platz | Athletin                | Land | Zeit (min) |
| ----- | ----------------------- | ---- | ---------- |
| 1     | Paula Radcliffe         | GBR  | 27:49      |
| 2     | Gete Wami               | ETH  | 27:52      |
| 3     | Lydia Cheromei          | KEN  | 28:07      |
| 4     | Susan Chepkemei         | KEN  | 28:13      |
| 5     | Pamela Chepchumba       | KEN  | 28:20      |
| 6     | Leah Malot              | KEN  | 28:36      |
| 7     | Yamna Oubouhou-Belkacem | FRA  | 28:40      |
| 8     | Merima Denboba          | ETH  | 28:52      |

Von 110 gemeldeten Athletinnen gingen 107 an den Start, die alle das Ziel erreichten.
Als einzige Teilnehmerin aus einem deutschsprachigen Land kam die Österreicherin Sandra Baumann auf den 47. Platz (30:59).

##### Teamwertung
| Platz | Land und Athletinnen                                                                            | Gesamtpunktzahl und Einzelplatzierung |
| ----- | ----------------------------------------------------------------------------------------------- | ------------------------------------- |
| 1     | Kenia Lydia Cheromei Susan Chepkemei Pamela Chepchumba Leah Malot                               | 18 03 04 05 06                        |
| 2     | Äthiopien Gete Wami Merima Denboba Eyerusalem Kuma Leila Aman                                   | 70 02 08 23 37                        |
| 3     | Frankreich Yamna Oubouhou-Belkacem Rakiya Maraoui-Quétier Rodica Daniela Moroianu Zahia Dahmani | 77 07 11 24 35                        |

Insgesamt wurden 18 Teams gewertet.

#### Kurzstrecke

##### Einzelwertung
| Platz | Athletin         | Land | Zeit (min) |
| ----- | ---------------- | ---- | ---------- |
| 1     | Gete Wami        | ETH  | 14:46      |
| 2     | Paula Radcliffe  | GBR  | 14:47      |
| 3     | Edith Masai      | KEN  | 14:57      |
| 4     | Merima Denboba   | ETH  | 15:04      |
| 5     | Werknesh Kidane  | ETH  | 15:06      |
| 6     | Benita Willis    | AUS  | 15:06      |
| 7     | Carla Sacramento | POR  | 15:07      |
| 8     | Rose Cheruiyot   | KEN  | 15:07      |

Von 118 gemeldeten Athletinnen gingen 114 an den Start und erreichten 113 das Ziel.
Als einzige Teilnehmerin aus einem deutschsprachigen Land kam die Schweizerin Sabine Fischer auf den 17. Platz (15:36).

##### Teamwertung
| Platz | Land und Athletinnen                                                      | Gesamtpunktzahl und Einzelplatzierung |
| ----- | ------------------------------------------------------------------------- | ------------------------------------- |
| 1     | Äthiopien Gete Wami Merima Denboba Werknesh Kidane Genet Gebregiorgis     | 26 01 04 05 16                        |
| 2     | Kenia Edith Masai Rose Cheruiyot Margaret Ngotho Naomi Mugo               | 32 03 08 10 11                        |
| 3     | Rumänien Elena Fidatof Iulia Olteanu Maria Cristina Grosu Mihaela Botezan | 78 13 15 23 27                        |

Insgesamt wurden 19 Teams gewertet.

### Junioren

#### Einzelwertung
| Platz | Athlet            | Land | Zeit (min) |
| ----- | ----------------- | ---- | ---------- |
| 1     | Kenenisa Bekele   | ETH  | 25:04      |
| 2     | Duncan Lebo       | KEN  | 25:37      |
| 3     | Dathan Ritzenhein | USA  | 25:46      |

Von 154 gemeldeten Athleten gingen 152 an den Start und erreichten 149 das Ziel.

#### Teamwertung
| Platz | Land und Athleten                                                       | Gesamtpunktzahl und Einzelplatzierung |
| ----- | ----------------------------------------------------------------------- | ------------------------------------- |
| 1     | Kenia Duncan Lebo Nicholas Kemboi Robert Kipkorir Kipchumba Edwin Koech | 24 02 04 06 12                        |
| 2     | Äthiopien Kenenisa Bekele Alemayehu Tedla Terefe Maregu Beruk Debrework | 25 01 07 08 09                        |
| 3     | Uganda Paul Wakou Tonny Okello Francis Musani Moses Mpanga              | 68 10 16 19 23                        |

Insgesamt wurden 25 Teams gewertet.

### Juniorinnen

#### Einzelwertung
| Platz | Athletin              | Land | Zeit (min) |
| ----- | --------------------- | ---- | ---------- |
| 1     | Viola Jelagat Kibiwot | KEN  | 22:05      |
| 2     | Abebech Negussie      | ETH  | 22:05      |
| 3     | Aster Bacha           | ETH  | 22:05      |

Von 130 gemeldeten Athletinnen gingen 126 an den Start und erreichten 123 das Ziel.

#### Teamwertung
| Platz | Land und Athletinnen                                                                           | Gesamtpunktzahl und Einzelplatzierung |
| ----- | ---------------------------------------------------------------------------------------------- | ------------------------------------- |
| 1     | Äthiopien Abebech Negussie Aster Bacha Tirunesh Dibaba Tereza Yohannes                         | 16 02 03 05 06                        |
| 2     | Kenia Viola Jelagat Kibiwot Vivian Jepkemoi Cheruiyot Fridah Chepkemoi Domongole Sally Kipyego | 20 01 04 07 08                        |
| 3     | Japan Naoko Sakata Tomomi Tagao Emi Ikeda Mika Matsumoto                                       | 59 11 13 17 18                        |

Insgesamt wurden 21 Teams gewertet.